# マーニ (オートバイ)

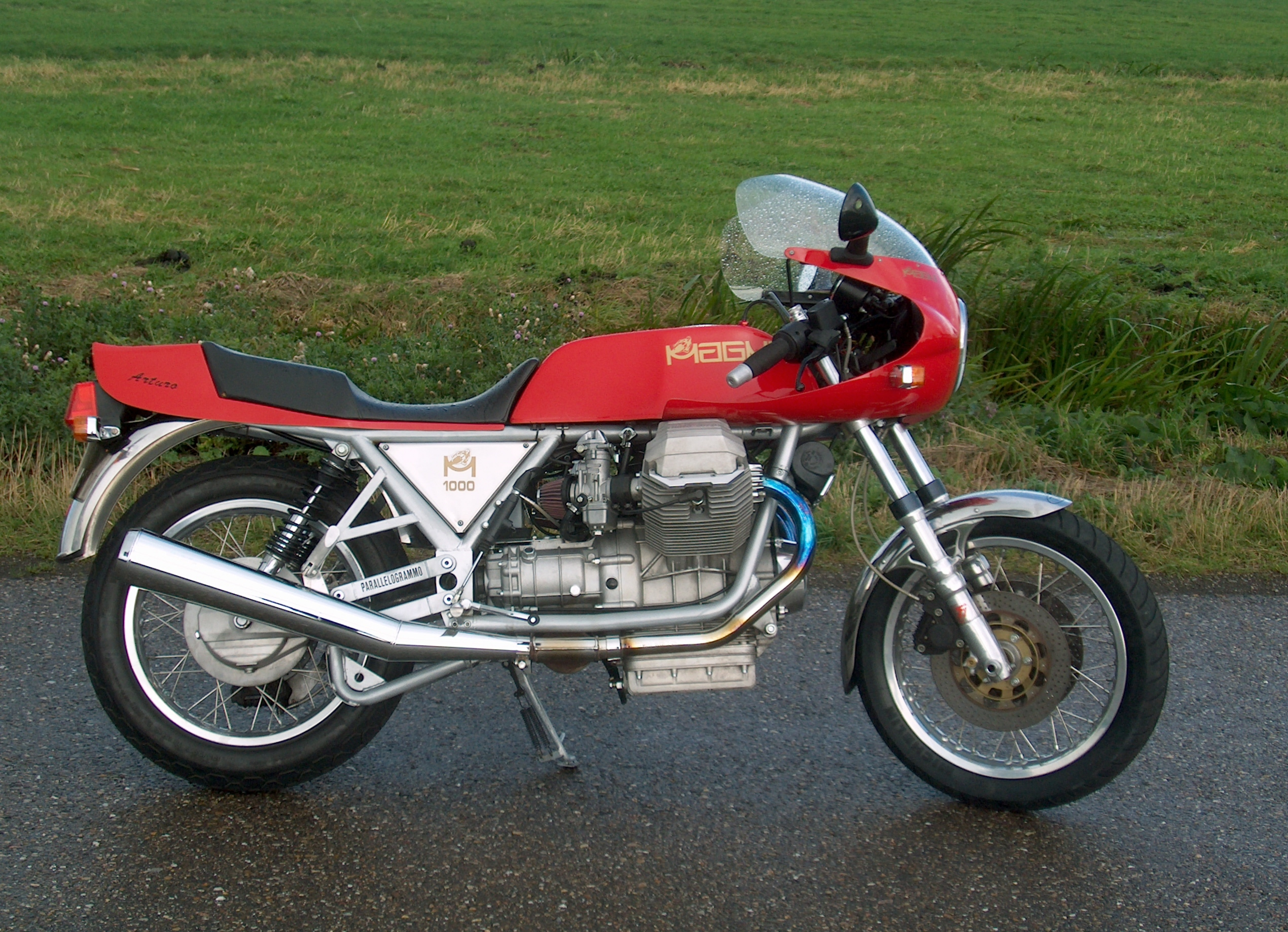
アルトゥーロ1000

マーニ（Magni ）は、イタリアロンバルディア州ヴァレーゼ県サマラーテにあるオートバイ製造メーカーである。日本への代理店は福田モーター商会が務めている。
ジレラやMVアグスタで活躍したアルトゥーロ・マーニがミラノにて1978年創業した。当初はMVアグスタ用のカスタムパーツやコンプリートマシンを製造していたがやがて既存のパワーユニットを流用したオリジナルバイクの製造を始めた。

## 車種
- HM1/MH2（1980年発売） - 本田技研工業製CB900F用エンジンを積んでいる[1]。
- MB2（1982年発売） - BMW製R100用空冷4ストローク水平対向2気筒OHV979ccエンジン、70PS/7,000rpmをそのまま積んでいる。エンジンとその周辺パーツはドイツ製だがその他は全てイタリア製。EPMホイールは息子のジョバンニが製作している[1][2]。
- ルマン1000（1985年発売） - モト・グッツィ製空冷4ストロークV型2気筒OHV948ccエンジン、86PS/7,700rpm。ドライブシャフト式の欠点であるアクセルオン時のテールリフトを上下2本式のパラレル式スイングアーム「パラレログラモ」で消している。前後ホイール18in、前サスペンションチェリアーニ製、後サスペンションコニ製[2]。
- ルマン1100（1985年発売） - ルマン1000のボアアップ版。
- アルトゥーロ1000（1987年発売） - ルマン1000のカウル付きレトロ仕様。
- クラシコ1000（1987年発売） - ルマン1000のノンカウルレトロ仕様。
- スフィーダ1000（1989年発売） - ロケットカウル、シングルシート。
- スフィーダ400（1992年発売） - モト・グッツィ製V40タルガ用4ストロークV型2気筒OHV387ccエンジンを搭載。「パラレログラモ」の搭載は無い。
- オーストラリア（1993年発売） - オーストラリアのディーラーからの要望で製作された[3]。1998年にモデルチェンジしている。モト・グッツィ製デイトナ1000RS用4ストロークV型2気筒SOHC992ccエンジンを搭載し102PS/8,400rpm、8.97kgm/6,600rpm[4]。
- スフィーダ1100（1996年発売） - モト・グッツィ製1100スポルト用エンジンを搭載し90PS/7,800rpm、9.7kgm/6,000rpm。1997年インジェクション化された[4]。
- ジャポーネ52（1998年発売） - スフィーダ1100のフルカウル版。創業20周年と福田モーター商会の創業50周年を記念して発売された[3]。
- スポルト1200S（2000年発売） - スズキ (企業)製油冷エンジンを搭載したモデル[3]。
- STORIA (2013年発売) - MV Agusta Brutale 1090 を元にしたモデル。
- Filo Rosso (2014年発売) -  MV Agusta 製　3 気筒エンジンを搭載したモデル。フルカウルモデル
- 750s Triuto (2018年発売) - MV Agusta 製　3 気筒エンジンを搭載したモデル。ネイキッドモデル。